# Автобан A6 (Німеччина)
Федеральний автобан 6 (A6, нім. Bundesautobahn 6) — автобан у Німеччині. Починається на кордоні з Францією біля Саарбрюккена на заході та закінчується на кордоні з Чехією біля Вайдгауса на сході.
Перші плани для A6 були викладені в 1935 році. Будівництво на кількох частинах почалося в 1938 році. У 1940 році будівництво поблизу Мангейма було зупинено, коли міст через Рейн обвалився, вбивши багато робітників. Новий міст, міст Теодора Хойсса (Франкенталь), був відкритий у 1953 році. Інші частини A6 були завершені в 1941 році. Частина біля Кайзерслаутерна використовувалася як злітно-посадкова смуга Люфтваффе під час Другої світової війни. Після війни його зайняли війська США і перетворили на авіабазу Рамштайн, тоді як А-6 було перебудовано на південь від авіабази.

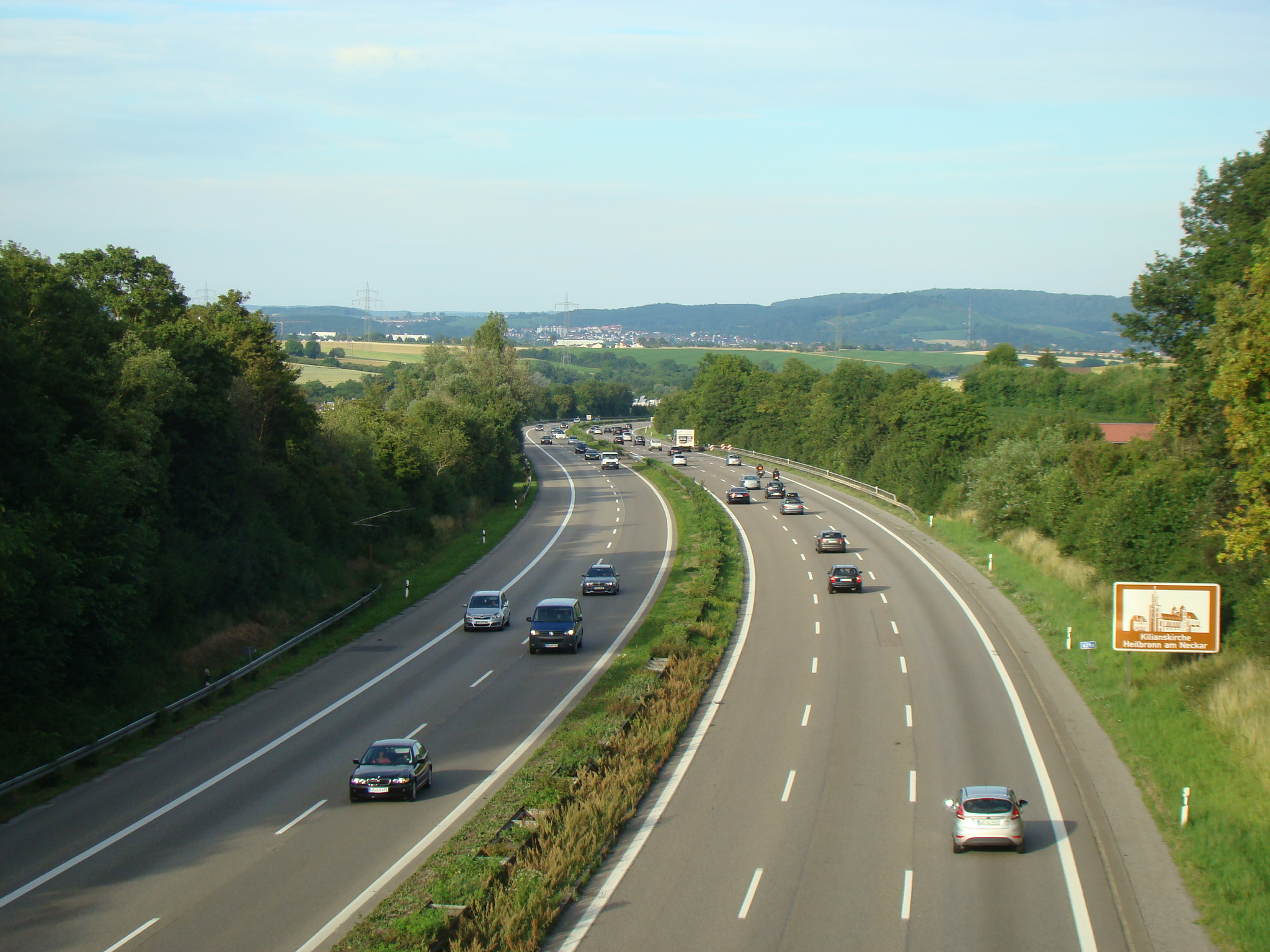
A6 незадовго до Хайльбронна.

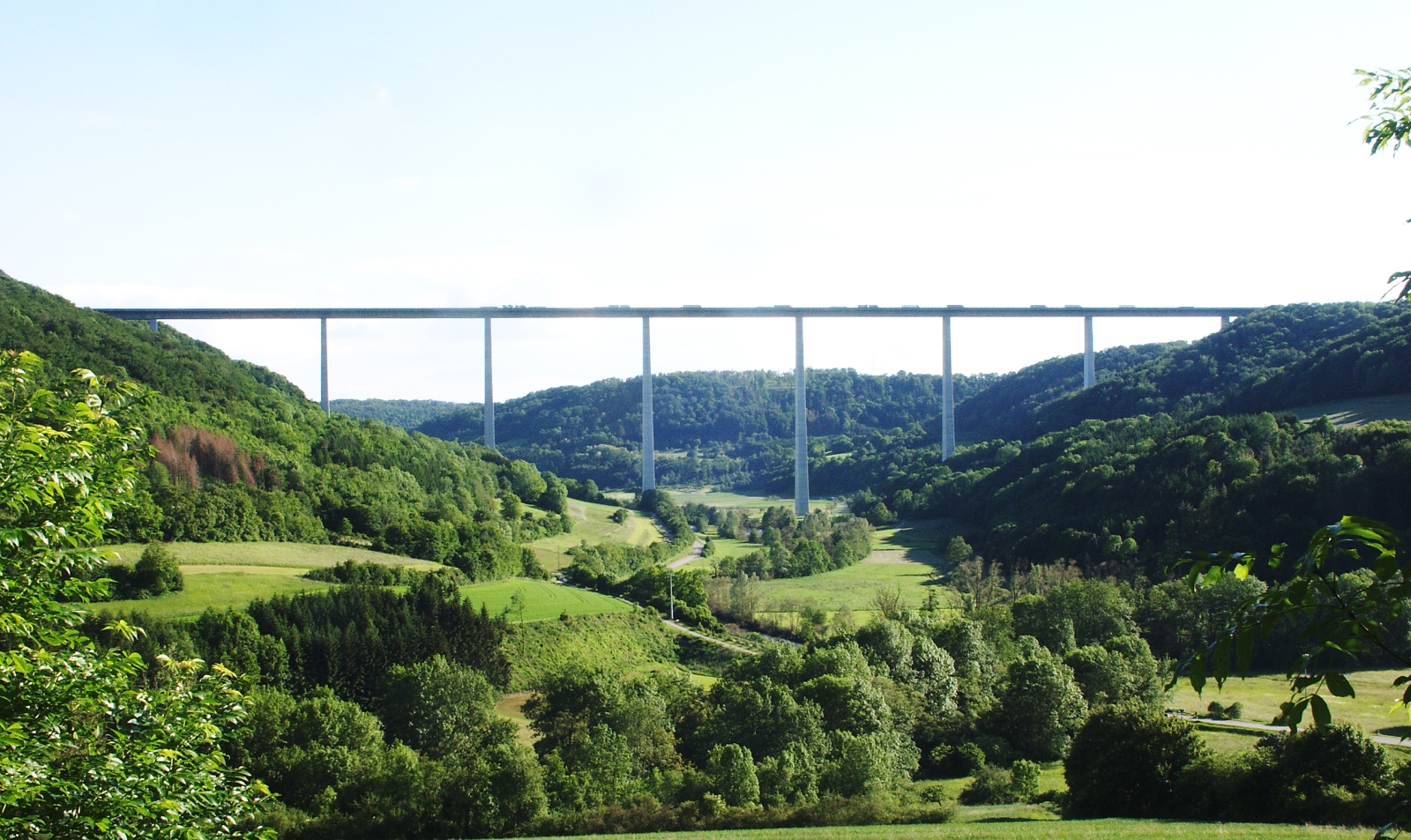
Віадук Кохер

У 1960-х роках будівництво було продовжено. Одна нова ділянка прорізала Гоккенгаймринг, що вимагало серйозної реконструкції гоночної траси, що призвело до будівництва стадіону Мотодром.
Так само, як і його південний колега, A8, A6 є відносно старим і мало модернізований, тому йому важко справлятися з сьогоднішнім трафіком. Зараз ділянка навколо Мангейма розширюється та модернізується з чотирисмугової на шестисмугову, що потребує будівництва нового мосту через річку Неккар.
Автобан 6 перетинає долину Кохер між Гайльбронном і Нюрнбергом через віадук Кохер (нім. Kochertalbrücke) біля Швабського Галля. Його максимальна висота 185 м., над дном долини є найвищим віадуком у Німеччині.
Пряме сполучення автострадою між Прагою та Парижем було завершено, коли 10 вересня 2008 року було урочисто відкрито останню відсутню ділянку між розв’язкою Амберг-Ост і розв’язкою Верхньопфальцський ліс.